# Дворец на Диоклециан
Дворецът на Диоклециан (на хърватски: Dioklecijanova palača) е построен от римския император Диоклециан на 6 километра югозападно от античния Салона (днешен Солин, Хърватия), заемайки днес половината от Стария град в Сплит.
Той е сред най-добре запазените дворци от времето на Римската империя. От 1979 г. заедно с историческия център на Сплит е включен в Списъка на световното културно и природно наследство на ЮНЕСКО.

## История
Император Диоклециан въвежда през 293 г. от н.е. т.нар. тетрархия – поделя империята на четири области, запазвайки за себе си и за Максимиан върховната власт, и назначавайки двама цезари – Галерий и Констанций I Хлор. Като истински илириец, роден в Далмация, той оставя за свои владения Балканите и Мала Азия и започва мащабно строителство на разкошна резиденция в родния си Салона (на латински: Salonae) на Адриатическото крайбрежие. Строителството продължава десет години – от 295 г. почти до 305 г., когато императорът се отказва от властта и се оттегля от политиката в своя дворец, отдавайки се на любимото си градинарство. Тук той прекарва последните години от живота си до смъртта си през 311 г. и е погребан в саркофаг в своя мавзолей.
След смъртта на Диоклециан дворецът продължава да изпълнява функциите на официална резиденция на местната имперска администрация. Впоследствие зад стените на укрепения огромен дворец започват да се преселват жителите на Солин, за да търсят защита от нападенията на варварите. Това налага значително преустройство на дворцовия комплекс и с течение на времето в границите му и около него израства град Солин. Някогашният мавзолей на императора вътре в двореца е превърнат в християнски храм. Подземията на двореца през XVI век са пригодени за търговски пристанищни складове. На практика дворецът толкова дълго време е използван за различни цели и видоизменян непрекъснато, че първоначалното му значение и същност потъват в забрава. Той е преоткрит от британския архитект Робърт Адам, който го изследва и публикува през 1764 г. подробно негово описание.
Днес дворецът на Диоклециан заема голяма част от историческия център на Сплит и в него се разполагат ресторанти, магазини, жилищни сгради и хотели.

## Архитектура
Дворецът е изграден предимно от тухли и варовик от остров Брач, мрамор е доставян от Мармара, гранитни колони в сиво, червено и розово, както и дванадесет статуи на сфинксове са докарани от Египет. Запазено е например писмо от прокуратора на Египет от 28 януари 300 г., отнасящо се до превоза на колоните от Асуан до Александрия.
Дворецът е имал правоъгълна форма и е заемал площ от около 3 хектара. Архитектурният му план наподобявал лагерите на римските легиони. Бил е обграден с мощни стени с дебелина 2,5 м и височина от 15 до 20 м снабдени с 15 охранителни кули, от които до днес са запазени само три. Имал е отделен акведукт, изграден специално за неговите нужди. Във вътрешния му двор се пресичали под прав ъгъл две главни улици. Южната фасада е имала колонада и изглед към морския залив, там са били разположени императорските покои. Дворецът е разполагал също със зала за приеми, мавзолей за императора и членовете на императорското семейство, храмове посветени на Юпитер, Кибела и Венера, от които са оцелели единствено мавзолеят (превърнат в католическа църква) и храмът на Юпитер (преустроен в баптистерий). Дворецът е имал четири порти, съответно златна, сребърна, бронзова и желязна. Вътрешният двор (перистилът), който в оригиналния си вид бил украсен с величествена колонада, в по-късни времена бил превърнат в градски площад.
Мавзолеят е заемал югоизточния ъгъл на някогашния дворцов комплекс, а днес е част от катедралата „Св. Домниус“. Той е изграден от висококачествен местен бял варовик и мрамор, добит от мраморните кариери на остров Брач или докаран от Мармара. От околностите на река Ядро е взета туфа, а тухлите за строежа са направени от местни занаятчийски работилници. След преустройството на бившия мавзолей в християнски храм, повечето елементи от интериора останат непокътнати. Куполът е бил украсен с мозайка, която за съжаление не е съхранена до днес. В центъра на мавзолея били положени саркофазите с тленните останки на Диоклециан и неговите близки, но те са унищожени през VII век като отмъщение за гоненията на християните по време на неговото управление. Катедралата носи името на един от мъчениците, загинали по това време, Свети Домниус, и именно неговите останки сега почиват в храма. Под купола на катедралата обаче все още може да се види барелефът, изобразяващ Диоклециан и съпругата му в лаврови венци.